# Aalborg University Business School
Aalborg University Business School eller AAU Business School (tidligere Institut for Økonomi og Ledelse) er en enhed på Aalborg Universitet under Det Samfundsvidenskabelige Fakultet. AAU Business School udfører forskning og tilbyder uddannelse inden for erhvervsøkonomi, samfundsøkonomi, regnskab, finansiering, innovation, marketing, international business, organisation og ledelse. Enheden ledes af Christian Nielsen. 

## Uddannelser
| Bachelor - Økonomi - Erhvervsøkonomi (HA) | Kandidat - Revision - Økonomi - Finance (eng.) - Innovation Management (eng.) - International Business (eng.) - Økonomistyring - Marketing (eng.) - Organisation og Strategi | Efter- og videreuddannelse - Erhvervsøkonomisk Diplomuddannelse (HD) - Master of business administration (MBA) |